# PLM 241 A
Die Dampflokomotiven der Baureihe 241 A waren vierfach gekuppelte Schnellzuglokomotiven der Compagnie des chemins de fer de Paris à Lyon et à la Méditerranée (PLM). Sie kamen ab 1925 in einer Stückzahl von 145 Exemplaren zum Einsatz. Nach der Verstaatlichung der PLM 1938 wurden die Lokomotiven von der Société nationale des chemins de fer français (SNCF) unter der Typenbezeichnung 5-241 A weitergeführt. Die 241 A gehörten neben der Reihe 241 der Chemin de Fer de l’Est zu den ersten Mountain-Lokomotiven in Europa.

## Entwicklung
Anfang der 1920er Jahre zeigte sich, dass die bisher bei der PLM eingesetzten dreifach gekuppelten Pacific-Lokomotiven den steigenden Zuggewichten nicht gewachsen waren. Vor allem auf dem Abschnitt zwischen Laroche-Migennes und Blaisy-Bas der Rennstrecke Paris–Lyon mit einer Steigung von 320 Höhenmetern auf einer Länge von 133 Kilometern gelangten die Lokomotiven an ihre Leistungsgrenzen. Durch den Einsatz vierfach gekuppelter Lokomotiven wollte die PLM diesen Hemmnissen begegnen.
Basierend auf der 241 A konstruierte die PLM in den Folgejahren weitere Prototypen an Mountain-Lokomotiven. Die 241 C 1 diente, basierend auf den Erfahrungen mit der 241 A als Grundlage für die Reihe 241 P der SNCF.

## Fahrleistungen
Die neuen Maschinen waren in der Lage, einen 809 Tonnen schweren Zug auf dem 101 Kilometer langen Abschnitt zwischen Laroche-Migennes und Venarey-les-Laumes (bei Montbard) mit 150 Metern Höhenunterschied mit einer Geschwindigkeit von 83 km/h zu befördern. Für die unmittelbar darauf folgende Steilrampe bis Blaisy-Bas mit etwa 180 Metern Höhenunterschied auf 31 Kilometern betrug die Durchschnittsgeschwindigkeit noch 76,3 km/h.

## Aufbau
Typisch für die Lokomotiven ist das weit nach vorn ragende Drehgestell mit einem Ausschlag von 61 Millimetern zu beiden Seiten. Die Treibachsen sind fest im Rahmen gelagert. Die Radreifen der beiden mittigen Treibachsen sind gegenüber den äußeren um 21 Millimeter geschwächt. Die hintere Bisselachse hat einen Ausschlag von 96 Millimetern, wodurch die Lokomotive insgesamt in der Lage ist, Kurvenradien von 150 Metern zu befahren.
Die Federungen der Treibachsen sind unter, die der Bisselachse über den Achslagern angeordnet. Die beiden Hochdruckzylinder sind innerhalb des Rahmens zwischen der hinteren Achse des Drehgestells und der ersten Kuppelachse geneigt angeordnet und treiben die zweite Kuppelachse an. Die beiden Niederdruckzylinder liegen außen beiderseits des Drehgestells und treiben die erste Achse an. Durch das vorn angeordnete Drehgestell wurden genügend lange Treibstangen ermöglicht. Die Gegenkurbeln sind auf die Zapfen der zweiten Treibachse aufgeklemmt. Hoch- und Niederdruckschieber haben eine innere Einströmung. Für den Druckausgleich kamen Umlaufventile amerikanischer Bauart zum Einsatz.
Der Kessel zeigte ebenso amerikanischen Einfluss. Trotz Vorhandensein einer Verbrennungskammer hat die Rauchkammer noch eine Länge von rund drei Metern. Der Langkessel besteht aus zwei Schüssen; der Hinterkessel ist kegelförmig ausgeführt und trägt den Dom mit einem zweisitzigen Ventilregler. Hinter dem Dom sind zwei Pop-Ventile angebracht. Die Decke des Stehkessels ist nach vorne geneigt.
Gebremst wurden die Lokomotiven über Westinghouse-Druckluftbremsen, die auf alle Achsen mit Ausnahme der Bisselachse wirkten. Die dazu erforderliche Luft wurde über eine Doppel-Verbundluftpumpe zugeleitet.
Als Tender kam die übliche Bauweise der PLM mit 30 Kubikmetern Wasser und sieben Tonnen Kohle Kapazität zum Einsatz. Mit Tender kamen die Lokomotiven auf eine Gesamtlänge von über 25 Metern bei einer Dienstmasse von 185 Tonnen.

## Umbauten

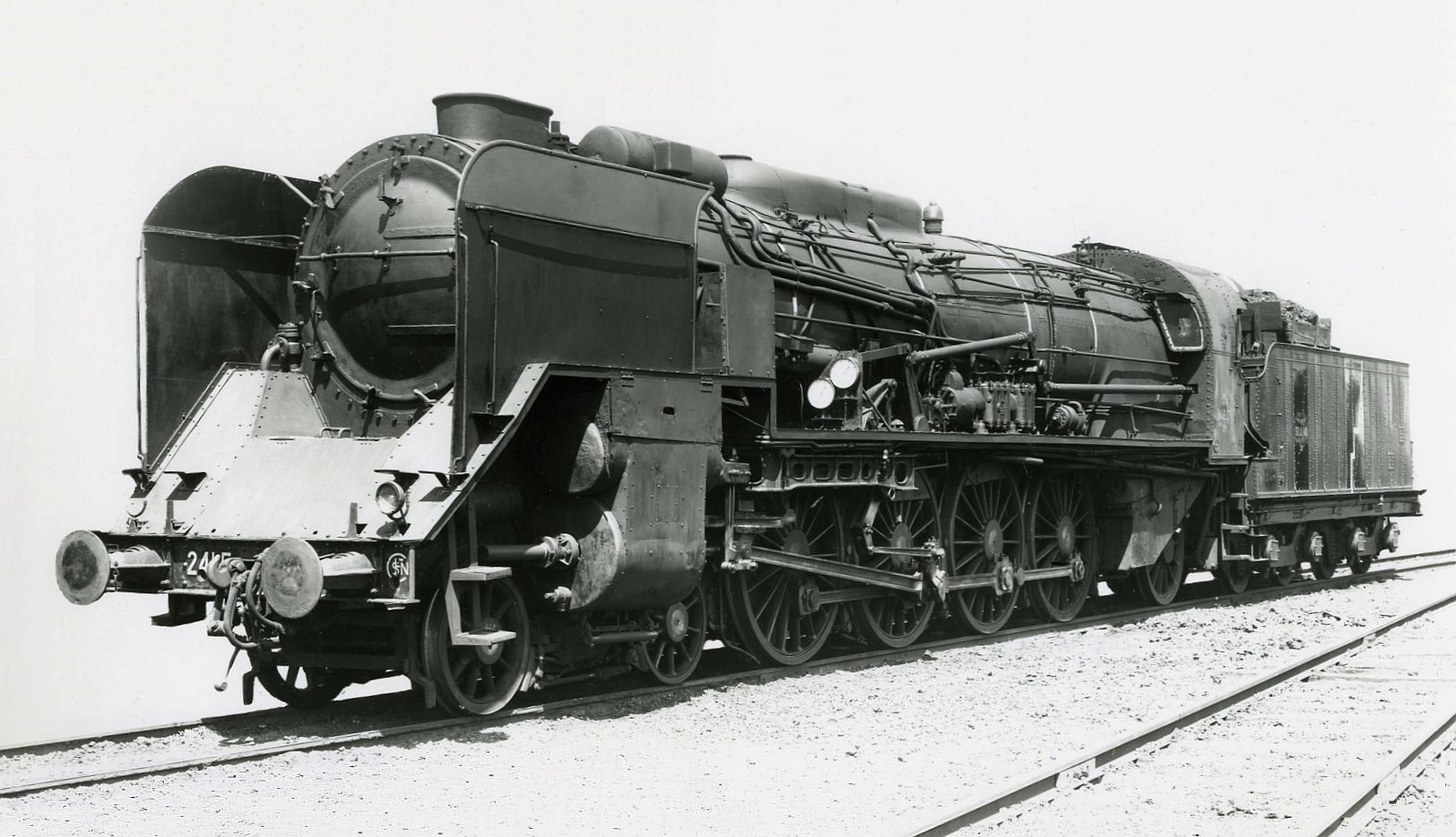
PLM 241 E 27

Nach Plänen André Chapelons wurde ab 1932 ein Teil der PLM 241 A mittels Stokern und doppelten Kylchap-Saugzuganlagen in leistungsfähigere Maschinen umgebaut und fortan als Baureihe 241 D bezeichnet. Die 1941 von Chapelon nochmals verbesserte 241 A 27, deren Antrieb statt auf die erste auf die zweite Achse wirkte, diente als Muster für die nach dem Zweiten Weltkrieg gebaute Baureihe 241 P der SNCF; bei der PLM wurde die 120 km/h schnelle Lok als 241 E 27 geführt.